# Raúl Turano
Raúl Turano (né le 9 septembre 1978 à Comodoro Rivadavia) est un coureur cycliste argentin.

## Biographie
En 2004 et 2005, Raúl Turano obtient diverses places d'honneur sur des étapes du Tour de l'État de São Paulo. Il remporte ensuite une étape de la Doble Bragado et des 500 Millas del Norte en 2006. 
Lors de la saison 2007, il se distingue en devenant champion d'Argentine sur route, à Rosario,. La même année, il s'impose sur une étape du Tour d'Uruguay. Il gagne également le classement final de la Doble San Francisco-Miramar, une course par étapes argentine.

## Palmarès et résultats

### Palmarès par année
- 2003
  - 100 Km. Capillenses
- 2005
  - 2e de la Doble Difunta Correa
- 2006
  - 7e étape de la Doble Bragado
  - 1re étape des 500 Millas del Norte
  - 3e des 500 Millas del Norte
- 2007
  -  Champion d'Argentine sur route
  - 8e étape du Tour d'Uruguay
  - Doble San Francisco-Miramar :
    - Classement général
    - 1re étape
- 2008
  - 3e de la Doble San Francisco-Miramar
- 2009
  - Prologue de la Doble Bragado (contre-la-montre par équipes)
  - 2e du Criterium de Apertura
  - 3e de la Doble San Francisco-Miramar
- 2010
  - 2e du Grand Prix Campagnolo
- 2014
  - Gran Premio Aniversario Club Ciclista Nación
  - 2e du Grand Prix Campagnolo

### Classements mondiaux
| Année            | 2005 | 2006 | 2007 |
| ---------------- | ---- | ---- | ---- |
| UCI America Tour | 155e |      | 31e  |